# سد جابر
 سد جابر ، ثاني سد من السدود القديمة في البادية الجنوبية لضيعة كوخرد التابعة لناحية كوخرد ( بالفارسية: بخش كوخرد ) من توابع مدينة بستك في محافظة هرمزغان في جنوب إيران. أنشأ هذا السد في مجرى وادي جان الشهير، يقع هذا السد في الداخل، أسفل هضبة «دُوكَل كَلاغ» (1).

## تاريخ بناء السد
لقد أنشأ هذا السد ما بين عامي (1212، 1215) للهجرة، وقبيلة «آل جابر» هم الذين شيدوا هذا السد، فلذلك نسبت اليهم.

## حدود سد جابر
حدود سد جابر من الشمال: مزارع نخيل وادي جان، ثم نهر مهران، ومن ناحية الجنوب جبل « جبل بر رجرجو» و«لمبير ملكي» وهضبة «دُوكَل كَلاغ» ثم «سه چُكي» وجبال الجنوب المسمى بــ«كوه زير»، ومن الغرب وادي الملح، ومن الشرق تنتهي ب سد بز في أقصى الشرق.
 يصف الشاعر راستي «سد جابر» في هذه الأبيات الجميلة باللغة الفارسية قائلاً:
- يغذي هذا السد مزارع النخيل في منطقة كلكادي وجابر وجابر الشرق، بالمياء أثناء هطول الأمطار، وقائم حتى الآن والمزارعون ينتفعون بمياهه، بعد تجديده من قبل الجابريون أنفسهم أيضاً.[2][3]

## چوریکو
- «چوریکو» (باللهجة المحلية) وتعني (خريمة، أي الخرم أو الحفر في الصخر)، قناة مائي تم حفره في الصخور الصلبة لتمرير مياه سد جابر من خلاله إلى مزارع النخيل في مناطق: «كلكادي» و «جابر» و «جابر الشرق»، لقد تم حفر القنا بواسطة اليد والأدوات البدائية في تلك الحقبة من الزمن حيث استغرق حفر القنا ما يقارب سنة كاملة من العمل المضني. يبلغ اتساع القناة حوالى 50 إلى 60 سانطي، في بعض الأحيان، يستطيع انسان متوسط القامة المرو من خلال القنا بسهولة، القنا محفورة من جهة الشمال إلى الجنوب حيث مصب سد جابر، يبدأ القنا من ارتفاع منبسط ثم ترتفع تدريجياً إلى ان تصل إلى 3 و 4 امتار في نهاية القناة من جهة الجنوب حيث مصب مياه السد. وتجري المياه من خلاله القنا حوالى 3 إلى 4 كيلومترات في بعض الأماكن إلى ان تصل في احواض النخيل في المناطق التي ذكرناها سالفاً. وتروى مزارع النخيل والخضروات بـمياه عذبة نقية صافية.[1]